# Vaccinium
Airelles
Pour l’article ayant un titre homophone, voir RL.
Cet article possède des paronymes, voir EIREL, Erell, Erelle et Erhel.
Genre
Vaccinium, les myrtilles et airelles, est un genre  de plantes à fleurs dicotylédones de la famille des Ericaceae, sous-famille des Vaccinioideae, à répartition quasi-cosmopolite, qui compte environ 450 espèces acceptées.
Dans les régions tempérées, ce sont des sous-arbrisseaux montagnards.
Les myrtilles et airelles (du provençal aire, du latin atra : « noire ») sont des petits arbustes de 20 à 50 cm de haut, phylogénétiquement apparentés aux bruyères, aux rhododendrons et aux azalées, à l'arbousier et à la busserole. Le nom vernaculaire « airelle » désigne aussi bien la plante que son fruit. Le nom airellier pour désigner l'arbrisseau est peu usité.

« Bénin et Lesueur puisèrent de l'eau dans un petit bassin naturel qui se cachait à vingt pas sous les airelliers, et ils y couchèrent les bouteilles de Saint-Péray mousseux, pour les rafraîchir. »

— Jules Romains, Les Copains, 1913, p. 275.
Noms communs : airelle rouge, canneberge, aradeck, atrès, macéret, mourlie, quéquénier, myrtille, raisin de bruyère ou raisin des bois.

## Caractéristiques générales
Les plantes du genre Vaccinium sont de petits arbres ou des arbustes et arbrisseaux, à feuilles persistantes ou caduques. Les feuilles sont alternes, lancéolées, elliptiques, ovales ou arrondies, entières ou dentées.
Les fleurs éclosent au printemps et en été, solitaires, à l'aisselle des feuilles, ou en grappes axillaires ou terminales. Ce sont des fleurs actinomorphes à symétrie tétra- ou pentamère, épigynes.
Les lobes du calice, au nombre de cinq, sont petits et persistent sur les fruits.
La corolle gamopétale, est arrondie à urcéolée-globuleuse, à cinq lobes minuscules à presque libres.
Les étamines, au nombre de 8 à 10, ont des anthères qui présentent une corne tubulaire s'ouvrant par un pore terminal.
Le pistil comprend un ovaire infère, à  4–5 loges, contenant des ovules peu nombreux, et un style unique.
Les fruits sont des baies charnues (ou plus précisément des pseudo baies) souvent sphériques, rouges ou bleu foncé à maturité.

## Distribution et habitat
Le genre contient environ 450 espèces, distribuées dans le monde entier à l'exception de l'Australie et de l'Antarctique. Elle se rencontrent majoritairement sur les pentes montagneuses ouvertes des tropiques, zones où le genre Vaccinium est le plus diversifié. L'Asie du Sud-Est (archipel malais , Nouvelle-Guinée, Inde, Chine et Japon) est à l'origine de près de 40 % des espèces  de Vaccinium. Environ 35 % des espèces sont originaires d'Amérique, dont 25 % en Amérique du Nord et 10 % en Amérique du Sud et en Amérique centrale. Le reste, environ 25 %, est largement dispersé dans le monde, notamment dans les zones les plus froides de l'hémisphère nord, des régions tempérées jusqu'aux zones circumboréales, mais aussi dans des régions aussi éloignées que  Madagascar et Hawaï,. De nouvelles espèces sont encore découvertes dans les Andes.
Le genre compte environ 130 espèces endémiques en Nouvelle-Guinée.
L'espèce de Vaccinium la plus largement distribuée est probablement Vaccinium uliginosum, présente dans toutes les régions tempérées et froides de l'hémisphère nord.
Les plantes de ce groupe ont généralement besoin de sols acides (plantes acidophiles) et, à l'état sauvage, elles vivent dans des habitats tels que landes à bruyère, tourbières et forêts acides (par exemple, myrtilles sous chênes ou pins). Les plants de myrtilles et bleuets se trouvent couramment dans les chênaies à bruyères de l'Est de l'Amérique du Nord,. Les plantes du genre Vaccinium se trouvent à la fois dans les sites perturbés (soumis à une succession écologique) et stables, et sont adaptées au feu dans de nombreuses régions, résistant aux incendies de faible intensité et repoussant à partir des rhizomes lorsque les tissus aériens sont brûlés.

## Espèces courantes

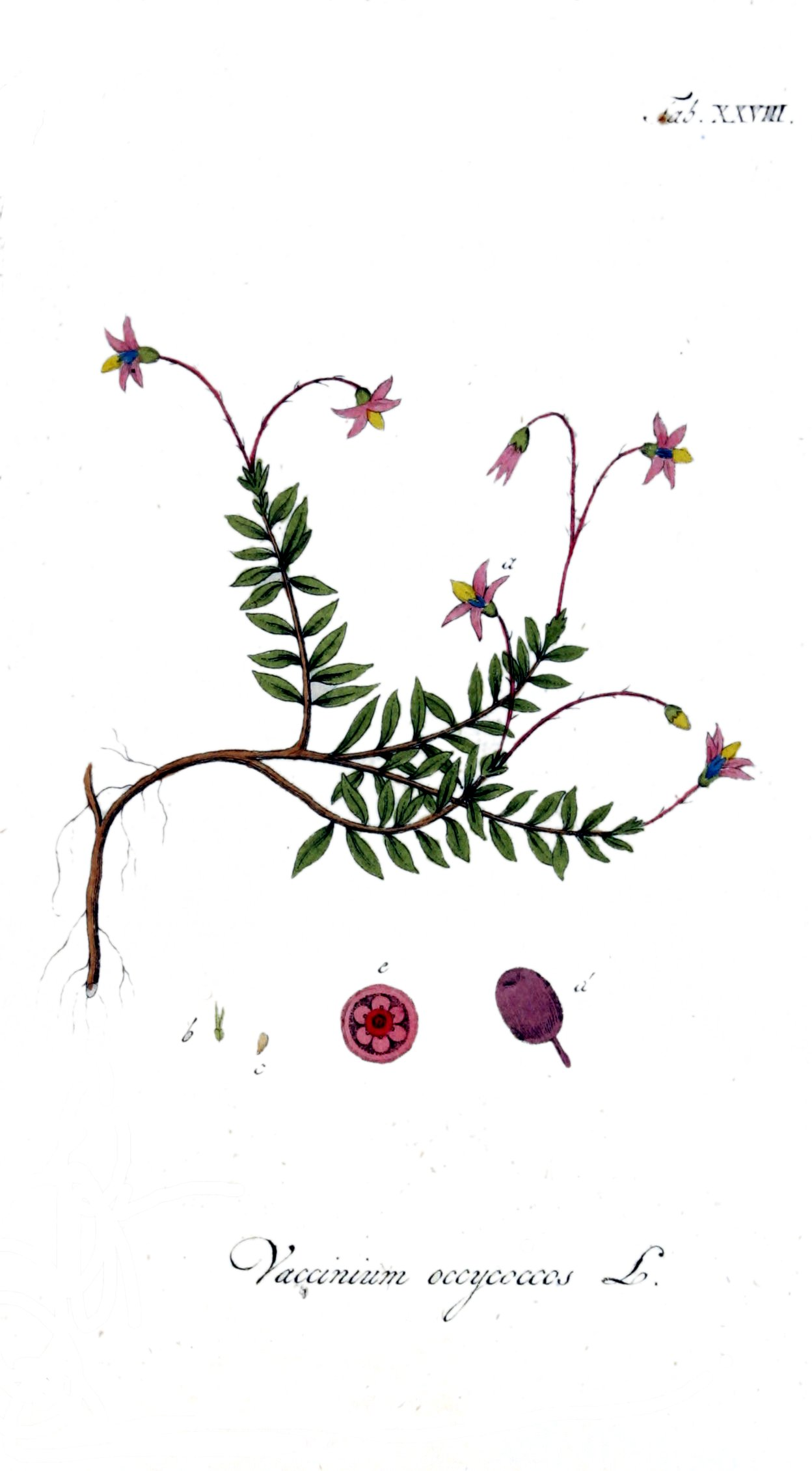
Vaccinium oxycoccos, une des canneberges.

Le genre Vaccinium regroupe plus de 400 espèces, dont les plus répandues[réf. nécessaire] sont :
- Vaccinium angustifolium (bleuet à feuilles étroites[12])
- Vaccinium macrocarpon (airelle à gros fruits ou canneberge à gros atocas)
- Vaccinium microcarpum (airelle ou canneberge à petits fruits)
- Vaccinium corymbosum (airelle en corymbe* ou bleuet cultivé)
- Vaccinium myrtilloides (airelle fausse-myrtille** ou bleuet à rameau velouté[13])
- Vaccinium myrtillus (myrtille ou myrtille sauvage)
- Vaccinium oxycoccos (airelle canneberge ou canneberge ou encore atocas)
- Vaccinium uliginosum (airelle uligineuse ou myrtille des marais ou encore myrtille de loup)
- Vaccinium vitis-idaea (airelle vigne d'Ida ou airelle rouge ou encore lingonne)

* L'airelle en corymbe donne les baies les plus grosses, ayant facilement 2 cm de diamètre. C'est l'espèce la plus cultivée en Amérique du Nord, particulièrement dans l'est des États-Unis et du Canada.
** L'airelle fausse-myrtille est un arbuste de 30 cm fréquentant les milieux secs au sol grossier ou les lieux humides, tels les tourbières. Elle partage souvent les mêmes habitats avec l'airelle à feuille étroite (Vaccinium angustifolium), avec laquelle elle est souvent confondue. Les fleurs, campanulées, sont blanches ou rosées.

## Taxinomie

### Étymologie
- Le nom générique, « Vaccinium », est un nom latin attesté chez les auteurs classiques sous la forme uaccinium, terme qui serait un emprunt à une langue non-indoeuropéenne. Il désignait dans l'Antiquité romaine soit l'airelle myrtille (Vaccinium myrtillus) ou l'airelle des marais Vaccinium uliginosum, soit la scille à deux feuilles (Scilla bifolia)[14]. Ce terme est attesté notamment chez Virgile (dans les Églogues), Vitruve, Ovide et Pline[15].

### Synonymes
Selon Plants of the World online (POWO) (20 octobre 2020) : 
- Andreusia Dunal
- Batodendron Nutt.
- Cavinium Thouars
- Cyanococcus Rydb.
- Disiphon Schltr.
- Epigynium Klotzsch
- Herpothamnus Small
- Hornemannia Vahl
- Hugeria Small
- Malea Lundell
- Metagonia Nutt.
- Myrtillus Gilib.
- Neojunghuhnia Koord.
- Oxycoca Raf.
- Oxycoccoides (Benth. & Hook.f.) Nakai
- Oxycoccus Hill
- Peyrusa Rich. ex Dunal
- Picrococcus Nutt.
- Polycodium Raf.
- × Rhodocinium Avrorin
- Rhodococcum (Rupr.) Avrorin
- Schollera Roth
- Symphysia C.Presl
- Tauschia Preissler
- Vitis-idaea Ség.

### Liste d'espèces
Selon The Plant List (20 octobre 2020) :
- Vaccinium alaskaense Howell
- Vaccinium albidens H. Lév. & Vaniot
- Vaccinium almedae Wilbur & Luteyn
- Vaccinium altomontanum Ashe
- Vaccinium amoenum Aiton
- Vaccinium angustifolium Aiton
- Vaccinium arboreum Marshall
- Vaccinium arbutoides C.B. Clarke
- Vaccinium arctostaphylos L.
- Vaccinium arcuatum (Ashe) Sleumer
- Vaccinium ardisioides Hook. f. ex C.B. Clarke
- Vaccinium arenicola (Ashe) Sleumer
- Vaccinium arkansanum Ashe
- Vaccinium atrococcum (A. Gray) A. Heller
- Vaccinium australe Small
- Vaccinium bellum (Ashe) Sleumer
- Vaccinium bocatorense Wilbur
- Vaccinium boreale I.V. Hall & Aalders
- Vaccinium brachyandrum C.Y. Wu & R.C. Fang
- Vaccinium brachybotrys (Franch.) Hand.-Mazz.
- Vaccinium bracteatum Thunb.
- Vaccinium breedlovei L.O. Williams
- Vaccinium brevipedicellatum C.Y. Wu ex W.P. Fang & Z.H. Pan
- Vaccinium bullatum (Dop) Sleumer
- Vaccinium bulleyanum (Diels) Sleumer
- Vaccinium caesariense Mack.
- Vaccinium caesium Greene
- Vaccinium caespitosum Michx.
- Vaccinium calycinum Sm.
- Vaccinium campanense Wilbur & Luteyn
- Vaccinium candicans (C. Mohr) Sleumer
- Vaccinium carlesii Dunn
- Vaccinium cavinerve C.Y. Wu
- Vaccinium chaetothrix Sleumer
- Vaccinium chamaebuxus C.Y. Wu
- Vaccinium chengiae W.P. Fang
- Vaccinium chimantense Maguire, Steyerm. & Luteyn
- Vaccinium chunii Merr. ex Sleumer
- Vaccinium coccinium Piper
- Vaccinium conchophyllum Rehder
- Vaccinium concoloratum (Ashe) Sleumer
- Vaccinium confertum Kunth
- Vaccinium consanguineum Klotzsch
- Vaccinium constablaei A. Gray
- Vaccinium cordifolium (M. Martens & Galeotti) Hemsl.
- Vaccinium corymbodendron Dunal
- Vaccinium corymbosum L.
- Vaccinium costaricense Wilbur & Luteyn
- Vaccinium craspedotum Sleumer
- Vaccinium crassifolium Andrews
- Vaccinium crassivenium Sleumer
- Vaccinium crenatum (G.Don) Sleumer
- Vaccinium cuspidifolium C.Y. Wu & R.C. Fang
- Vaccinium cylindraceum Sm.
- Vaccinium darrowii Camp
- Vaccinium delavayi Franch.
- Vaccinium deliciosum Piper
- Vaccinium dendrocharis Hand.-Mazz.
- Vaccinium dentatum Sm.
- Vaccinium dependens (G. Don) Sleumer
- Vaccinium depressum (Small) Sleumer
- Vaccinium didymanthum Dunal
- Vaccinium distichum Luteyn
- Vaccinium duclouxii (H. Lév.) Hand.-Mazz.
- Vaccinium dunalianum Wight
- Vaccinium dunnianum Sleumer
- Vaccinium elliottii Chapm.
- Vaccinium elvirae Luteyn
- Vaccinium emarginatum Hayata
- Vaccinium erythrocarpum Michx.
- Vaccinium euryanthum A.C.Sm.
- Vaccinium exaristatum Kurz
- Vaccinium exul Bolus
- Vaccinium fasciculatum Bojer ex Dunal
- Vaccinium fimbribracteatum C.Y. Wu
- Vaccinium fimbricalyx Chun & W.P. Fang
- Vaccinium floccosum (L.O.Williams) Wilbur & Luteyn
- Vaccinium floribundum Kunth
- Vaccinium floridanum (Nutt.) Sleumer
- Vaccinium foetidissimum H. Lév. & Vaniot
- Vaccinium fragile Franch.
- Vaccinium furfuraceum Wilbur & Luteyn
- Vaccinium fuscatum Aiton
- Vaccinium gaultheriifolium (Griff.) Hook. f. ex C.B. Clarke
- Vaccinium geminiflorum Kunth
- Vaccinium glandulosum (Ashe) Sleumer
- Vaccinium glaucoalbum Hook. f. ex C.B. Clarke
- Vaccinium glaucophyllum C.Y. Wu & R.C. Fang
- Vaccinium globulare Rydb.
- Vaccinium guangdongense W.P. Fang & Z.H. Pan
- Vaccinium haematinum Standl. & Steyerm.
- Vaccinium hainanense Sleumer
- Vaccinium haitangense Sleumer
- Vaccinium harmandianum Dop
- Vaccinium henryi Hemsl.
- Vaccinium hirsutum Buckley
- Vaccinium hirtum Thunb.
- Vaccinium holophyllum (Small) Uphof
- Vaccinium hybridum Czerep.
- Vaccinium impressinerve C.Y. Wu
- Vaccinium interius (Ashe) Sleumer
- Vaccinium intermedium Ruthe
- Vaccinium iteophyllum Hance
- Vaccinium japonicum Miq.
- Vaccinium jefense J.L. Luteyn & Wilbur
- Vaccinium kachinense Brandis
- Vaccinium kengii C.E. Chang
- Vaccinium kingdon-wardii Sleumer
- Vaccinium koreanum Nakai
- Vaccinium laevigatum Bojer ex Dunal
- Vaccinium lamarckii Camp
- Vaccinium lamprophyllum C.Y. Wu & R.C. Fang
- Vaccinium langloisii (Greene) Cory
- Vaccinium lanigerum Sleumer
- Vaccinium latifolium (Griseb.) Benth. & Hook.f. ex B.D.Jacks.
- Vaccinium lautum (Ashe) Sleumer
- Vaccinium leptosepalum (Small) Sleumer
- Vaccinium leucanthum Schltdl.
- Vaccinium leucobotrys (Nutt.) G. Nicholson
- Vaccinium liparum (Small) Uphof
- Vaccinium longicaudatum Chun ex W.P. Fang & Z.H. Pan
- Vaccinium lundellianum L.O. Williams
- Vaccinium luteynii Wilbur
- Vaccinium macilentum (Small) Sleumer
- Vaccinium macrocarpon Aiton
- Vaccinium madagascariense (Thouars ex Poir.) Sleumer
- Vaccinium mandarinorum Diels
- Vaccinium marianum P. Watson
- Vaccinium mathewsii Sleumer
- Vaccinium melanocarpum (C. Mohr) C. Mohr ex Kearney
- Vaccinium melliflorum (Ruiz & Pav.) F. Muell.
- Vaccinium membranaceum Douglas ex Torr.
- Vaccinium meridionale Sw.
- Vaccinium microcarpum (Turcz. ex Rupr.) Schmalh.
- Vaccinium minus Vorosch.
- Vaccinium missouriense (Ashe) Ashe
- Vaccinium modestum W.W. Sm.
- Vaccinium monteverdense Wilbur & J.L. Luteyn
- Vaccinium moupinense Franch.
- Vaccinium myrsinites Lam.
- Vaccinium myrtilloides Michx.
- Vaccinium myrtillus L.
- Vaccinium neglectum (Small) Fernald
- Vaccinium nubigenum Fern.
- Vaccinium nummularia Hook. f. & Thomson ex C.B. Clarke
- Vaccinium oblongifolium (Michx.) hort. ex Dun
- Vaccinium oldhamii Miq.
- Vaccinium oliganthum (Greene) Sleumer
- Vaccinium omeiensis W.P. Fang
- Vaccinium orosiense Wilbur & J.L. Luteyn
- Vaccinium ovalifolium Sm.
- Vaccinium ovatum Pursh
- Vaccinium oxycoccos L.
- Vaccinium pahalae Skottsb.
- Vaccinium pallidum Aiton
- Vaccinium palustre Salisb.
- Vaccinium papillatum P.F. Stevens
- Vaccinium papulosum C.Y. Wu & R.C. Fang
- Vaccinium parvifolium Sm.
- Vaccinium parvum (Ashe) Sleumer
- Vaccinium peleanum Skottsb.
- Vaccinium penaeoides Kunth
- Vaccinium petelotii Merr.
- Vaccinium pipolyi Luteyn
- Vaccinium poasanum Donn.Sm.
- Vaccinium podocarpoideum W.P. Fang & Z.H. Pan
- Vaccinium pratense P.C. Tam ex C.Y. Wu & R.C. Fang
- Vaccinium pseudobullatum W.P. Fang & Z.H. Pan
- Vaccinium pseudocaracasanum Sleumer
- Vaccinium pseudorobustum Sleumer
- Vaccinium pseudospadiceum Dop
- Vaccinium pseudotonkinense Sleumer
- Vaccinium pterocalyx Luteyn
- Vaccinium puberulum Klotzsch ex Meisn.
- Vaccinium pubicalyx Franch.
- Vaccinium quercinum (Ashe) Sleumer
- Vaccinium racemosum (Vahl) Wilbur & Luteyn
- Vaccinium randaiense Hayata
- Vaccinium retusum (Griff.) Hook. f. ex C.B. Clarke
- Vaccinium roraimense N.E.Br.
- Vaccinium rubescens R.C. Fang
- Vaccinium santafeense Wilbur & J.L. Luteyn
- Vaccinium saxicolum Chun ex Sleumer
- Vaccinium sciaphilum C.Y. Wu
- Vaccinium scoparium Leiberg ex Coville
- Vaccinium scopulorum W.W. Sm.
- Vaccinium secundiflorum Hook.
- Vaccinium secundum Klotzsch
- Vaccinium selerianum (Loes.) Sleumer
- Vaccinium sempervirens D.A. Rayner & J. Hend.
- Vaccinium sericeum (C. Mohr) E.J. Palmer
- Vaccinium serrulatum W.P. Fang & Z.H. Pan
- Vaccinium sikkimense C.B. Clarke
- Vaccinium simulatum Small
- Vaccinium sinicum Sleumer
- Vaccinium sphyrospermoides Sleumer
- Vaccinium spiculatum C.Y. Wu & R.C. Fang
- Vaccinium sprengelii (G. Don) Sleumer
- Vaccinium stamineum L.
- Vaccinium stanleyi Schweinf.
- Vaccinium stenophyllum Steud.
- Vaccinium steyermarkii Luteyn
- Vaccinium subcordatum (Small) Uphof
- Vaccinium subdissitifolium P.F. Stevens
- Vaccinium subfalcatum Merr. ex Sleumer
- Vaccinium supracostatum Hand.-Mazz.
- Vaccinium talamancense (Wilbur & Luteyn) J.L. Luteyn
- Vaccinium tallapusae (Coville ex Small) Uphof
- Vaccinium tenellum Aiton
- Vaccinium tenuiflorum R.C. Fang
- Vaccinium trichocladum Merr. & F.P. Metcalf
- Vaccinium triflorum Rehder
- Vaccinium truncatocalyx Chun ex W.P. Fang & Z.H. Pan
- Vaccinium uliginosum L.
- Vaccinium urceolatum Hemsl.
- Vaccinium vacciniaceum (Roxb.) Sleumer
- Vaccinium vacillans Kalm ex Torr.
- Vaccinium venosum Wight
- Vaccinium virgatum Aiton
- Vaccinium vitis-idaea L.
- Vaccinium wilburii Almeda & Breedlove
- Vaccinium wrightii A. Gray
- Vaccinium yaoshanicum Sleumer

## Utilisation
Les baies étant comestibles, quelques espèces (notamment Vaccinium angustifolium, Vaccinium corymbosum, Vaccinium macrocarpon, Vaccinium oxycoccos et Vaccinium myrtillus, la myrtille) sont cultivées pour leurs fruits.
Les petits fruits produits par ces espèces contiennent de nombreux métabolites végétaux secondaires ayant des activités antioxydantes, anticancéreuses et antidiabétiques, procurant des effets bénéfiques sur la santé.
La sauce aux canneberges est un ingrédient traditionnel central du dîner de Noël au Royaume-Uni et du dîner de Thanksgiving en Amérique du Nord.
De nombreuses espèces de Vaccinium sont des plantes ornementales très appréciées pour leurs feuilles, fleurs et fruits colorés.

## Production

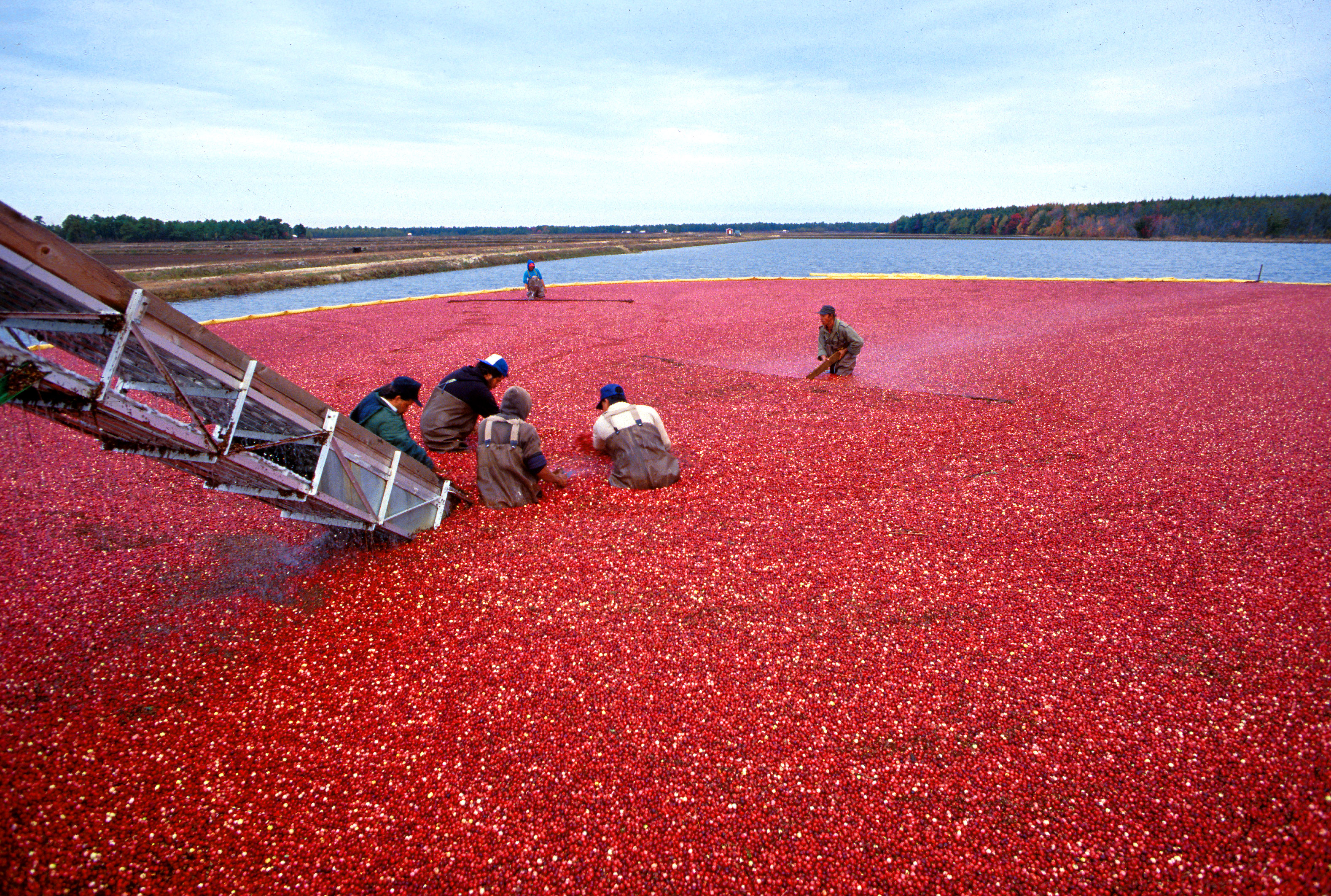
Récolte des canneberges, New Jersey, États-Unis

| États-Unis  | 280 503 | 80 %  | 270 000 | 78 %  |
| Canada      | 52 651  | 15 %  | 53 400  | 16 %  |
| Biélorussie | 8 000   | 2 %   | 10 000  | 3 %   |
| Lettonie    | 8 000   | 2 %   | 8 000   | 2 %   |
| Azerbaïdjan | 2 000   | 1 %   | 1 500   | 0 %   |
| Ukraine     | 1 000   | 0 %   | 1 000   | 0 %   |
| Tunisie     | 50      | 0 %   | 50      | 0 %   |
| Turquie     | 50      | 0 %   | 50      | 0 %   |
| Total       | 352 254 | 100 % | 344 000 | 100 % |

## Bioaccumulation, radioactivité
On a montré en Ukraine, notamment après la catastrophe nucléaire de Tchernobyl, que les airelles et myrtilles et d'autres baies, et leurs feuilles, utilisées en médecine traditionnelle se sont montrées capables de bioaccumulation de certains radionucléides,,,,, avec toutefois de fortes variations intraspécifiques (ex : de 2-3 à 555 Bq/kg pour l'activité du strontium 90 (Sr-90) dans les myrtilles fraiches (Vaccinium myrtillus) collectées dans les pinèdes à myrtilles  (Orlov et al., 1996). Dans les zones contaminées, en juillet, au moment de la formation, des mesures ont montré que 31 % de l'activité radioactive due au césium 137 (Cs-137) était concentrée dans les feuilles, 26 % dans les fruits, 25 %  dans les pétioles, et 18 % dans les racines (Korotkova and Orlov, 1999).

Remarque : des contaminations plus élevées, atteignant 1 028 Bq/kg de Cs-137) sont signalées chez la canneberge des marais (Oxycoccus palustris,), avec des taux plus élevés dans les racines.

C'est un motif de préoccupation pour les toxicologues (toxicologie nucléaire), car les airelles et myrtilles sont une source traditionnelle et importante dans l'alimentation des pays de l'Est et d'Europe centrale ou du nord les plus touchés par les retombées de Tchernobyl. Ceci préoccupe aussi les écotoxicologues et écologues car de nombreux animaux sauvages s'en nourrissent, pouvant contribuer à une contamination de la chaine alimentaire (réseau trophique) et du gibier de ces régions, avec des conséquences encore mal cernées (rien que pour l'activité du Cs-137, des radioactivités dépassant 20 000 Bq/kg dans les baies forestières et les champignons, jusqu'à plus de 150 000 Bq/kg dans les champignons secs et 250 000 Bq/kg dans le gibier et 300 000 Bq/kg ont été relevées chez des poissons prédateurs ).